# Mońki
Mońki è un comune urbano-rurale polacco del distretto di Mońki, nel voivodato della Podlachia.
Ricopre una superficie di 161,56 km² e nel 2004 contava 15 756 abitanti.